# Microbotryum goeppertianum
Microbotryum goeppertianum är en svampart som först beskrevs av Joseph Schröter, och fick sitt nu gällande namn av Vánky 1998. Microbotryum goeppertianum ingår i släktet Microbotryum och familjen Microbotryaceae.   Inga underarter finns listade i Catalogue of Life.